# 草渓周氏
草渓周氏（チョゲジュし、そうけいしゅうし、朝: 초계주씨）は、朝鮮の氏族の一つ。本貫は慶尚南道陜川郡である。2015年の調査では、8,713人。

## 歴史
『草渓周氏世譜』によると、始祖は、中国唐の翰林学士で、新羅孝恭王11年に五季之乱が起きると、新羅に移住して帰化した周璜である。周璜は、中国周王室の末裔にあたる。
慶州周氏、綾州周氏、尚州周氏、天安周氏、鉄原周氏、草渓周氏はすべて、中国唐から新羅に帰化した周頤から分派した同源分類である。

## 本貫
草渓は、現在慶尚南道陜川郡草渓面地域にあたる。新羅時代は草八兮県と呼ばれており、757年に江陽郡の領県となった。940年に草渓に改名され、1334年には、草渓県に昇格した。 1914年の府郡面統廃合で陜川郡草渓面となった。

## 科挙及第者
高麗文科
周備
武科
周夢休　周鳳翮　周渫
訳科
周継康
進士試
周文燁　周世弼　周采灐　周漢

## 集姓村
- 江原道三陟市遠徳邑湖山里
- 忠清北道沃川郡安南面蓮舟里
- 忠清北道沃川郡伊院面伊院里
- 忠清北道槐山郡曽坪邑南下里
- 忠清南道錦山郡済原面一円
- 忠清南道天安市東面東山里
- 忠清南道青陽郡大峙面梨花里